# Deutsche Meisterschaften im Bahnradsport 2019

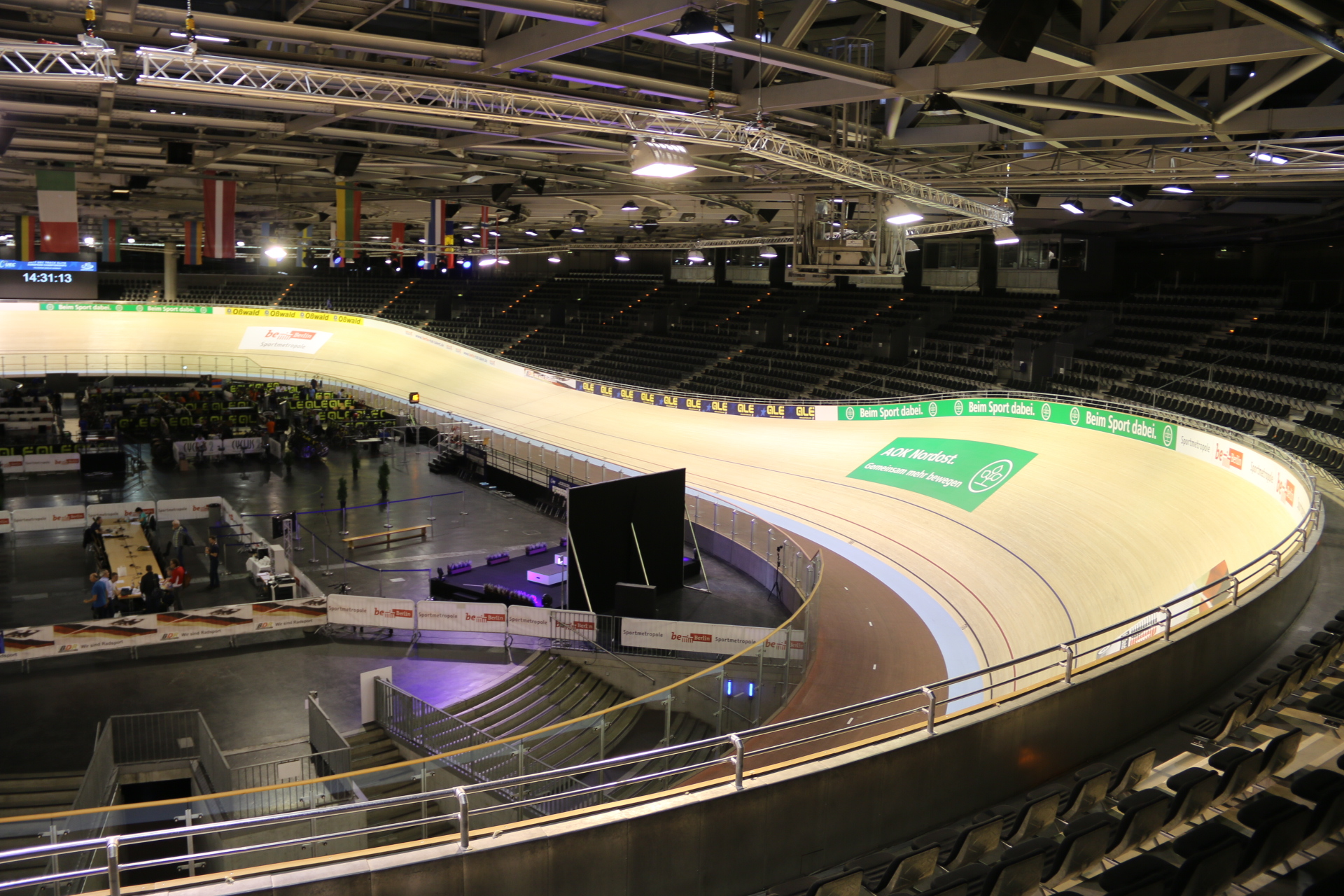
Innenraum des Velodroms mit Radrennbahn (2017)

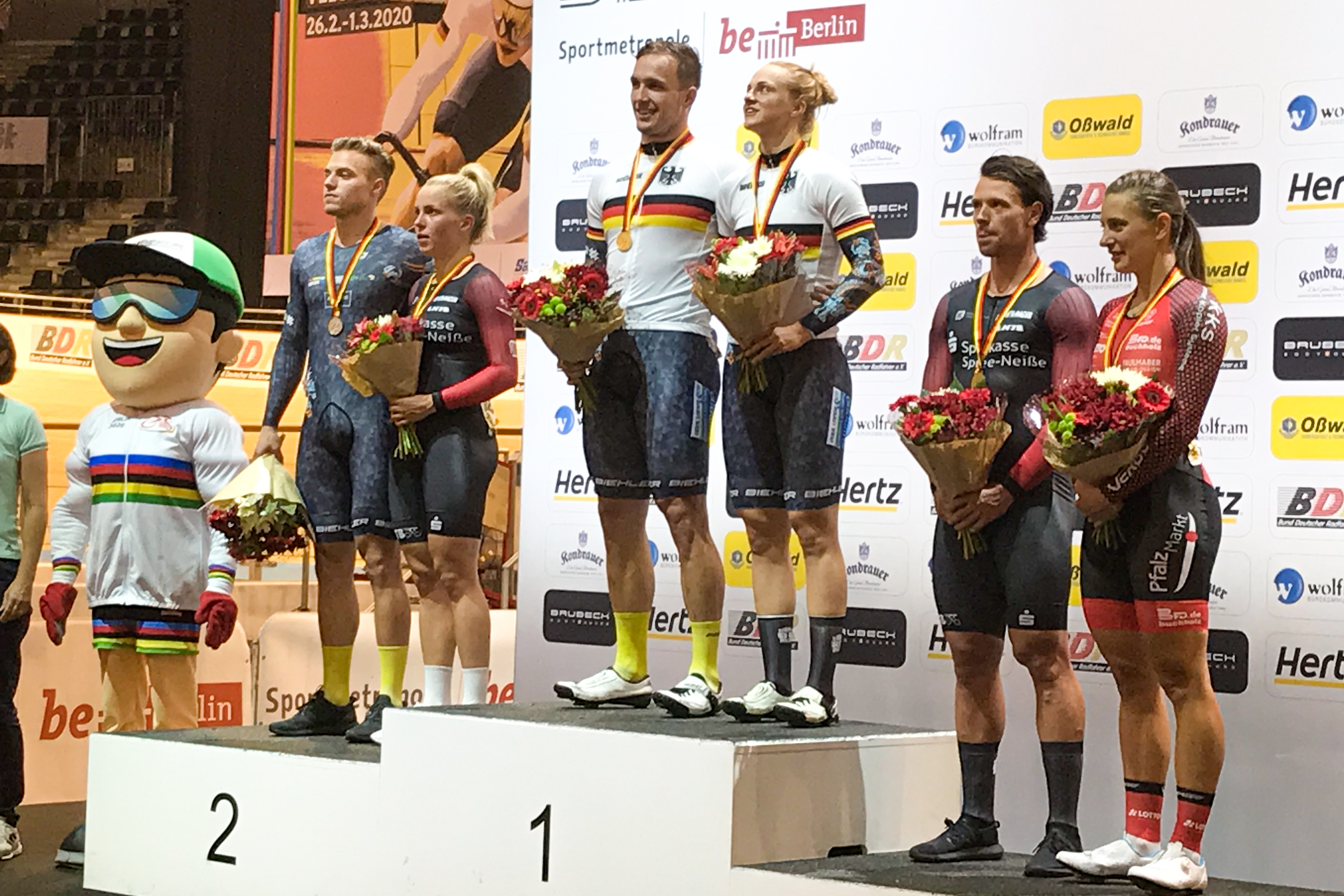
Gemeinsam durchgeführte Siegerehrung für Keirin der Männer und Sprint der Frauen am Sonntag (v. l. n. r.): Maximilian Dörnbach, Emma Hinze, Marc Jurczyk, Lea-Sophie Friedrich, Eric Engler und Miriam Welte

Die 133. Deutschen Meisterschaften im Bahnradsport wurden vom 31. Juli bis 4. August 2019 im Berliner Velodrom ausgetragen. Die Meisterschaften fanden im Rahmen der sogenannten „Finals“ statt, den gleichzeitigen deutschen Meisterschaften von neun Verbänden, die zum ersten Mal veranstaltet wurden. Im Rahmen der „Finals“ wurden die deutschen Bahnmeisterschaften erstmals live im öffentlich-rechtlichen Fernsehen übertragen.
Für die 48 Entscheidungen in den Klassen Elite, Junioren und Jugend waren 255 Sportlerinnen und Sportler gemeldet.
Erfolgreichster (geschlechterübergreifender) Sportler der Meisterschaften war die Eningerin Franziska Brauße, die im Ausdauerbereich drei Goldmedaillen, einmal Silber und einmal Bronze gewann, ihre Partnerin im Zweier-Mannschaftsfahren, Lea Lin Teutenberg, errang zwei Goldmedaillen. Im Kurzzeitbereich der Frauen holte Emma Hinze zweimal Gold und zweimal Silber, während Lea Sophie Friedrich bei ihren ersten Meisterschaften in der Elite zwei Titel – in Sprint und Keirin – gewann und zudem ein Mal Silber und ein Mal Silber.
Im Ausdauerbereich der Männer glänzte Theo Reinhardt mit dreimal Gold und einmal Silber, Felix Groß mit zwei Mal Gold und einmal Silber. In den Kurzzeitdisziplinen holte Marc Jurczyk drei Goldmedaillen und eine Silbermedaille, während Maximilian Dörnbach vier Medaillen gewann, zwei Mal Gold, ein Mal Silber und ein Mal Bronze.
Im Juniorinnen-Bereich war die Kurzzeit-Spezialistin Alessa-Catriona Pröpster mit vier Siegen die dominierende Sportlerin. Bei den Junioren gestaltete sich die Bilanz ausgeglichener: Julien Jäger holte zwei Titel im Kurzzeitbereich. Im Ausdauerbereich holte Hannes Wilksch zwei Titel, Tobias Buck-Gramcko ebenfalls und zusätzlich eine Silbermedaille.
Im Rahmen dieser deutschen Meisterschaften wurde die Schweizer Meisterschaft der Frauen im Zweier-Mannschaftsfahren (Madison) ausgefahren. Dazu hatten zwei Paarungen (Aline Seitz/Michelle Andres und Léna Mettraux/Andrea Waldis) gemeldet. Mettraux und Waldis gewannen das Madison und wurden somit Schweizer Meisterinnen.
Die deutschen Meisterschaften im Omnium der Elite und Juniorenklasse wurden vom 21. bis 22. Dezember 2019 in der Oderlandhalle in Frankfurt (Oder) ausgetragen.

## Zeitplan (Elite)
| Datum                             | Disziplinen Männer                   | Disziplinen Frauen                   |
| --------------------------------- | ------------------------------------ | ------------------------------------ |
| Mittwoch, 31. Juli                | Einerverfolgung                      | Mannschaftsverfolgung                |
| Donnerstag, 1. August             | 1000-Meter-Zeitfahren, Punktefahren  | 500-Meter-Zeitfahren, Punktefahren   |
| Freitag, 2. August                | Zweier-Mannschaftsfahren, Teamsprint | Teamsprint, Zweier-Mannschaftsfahren |
| Samstag, 3. August                | Sprint, Scratch                      | Einerverfolgung, Keirin              |
| Sonntag, 4. August                | Keirin, Mannschaftsverfolgung        | Sprint, Scratch                      |
| Freitag/Samstag, 21./22. Dezember | Omnium                               | Omnium                               |

## Resultate
- Legende: "G" = Zeit aus dem Finale um Gold; "B" = Zeit aus dem Finale um Bronze

### Frauen und Männer (Elite)

#### Sprint
| Männer |                     |                  |
| #      | Name                | Verein/Team      |
|        | Maximilian Dörnbach | Team Erdgas.2012 |
|        | Marc Jurczyk        | Team Erdgas.2012 |
|        | Stefan Bötticher    | Chemnitzer PSV   |

| Frauen |                      |                        |
| #      | Name                 | Verein/Team            |
|        | Lea Sophie Friedrich | Team Erdgas.2012       |
|        | Emma Hinze           | Track Team Brandenburg |
|        | Miriam Welte         | 1. FC Kaiserslautern   |

#### Keirin
| Männer |                     |                        |
| #      | Name                | Verein/Team            |
|        | Marc Jurczyk        | Team Erdgas.2012       |
|        | Maximilian Dörnbach | Team Erdgas.2012       |
|        | Eric Engler         | Track Team Brandenburg |

| Frauen |                      |                        |
| #      | Name                 | Verein/Team            |
|        | Lea Sophie Friedrich | Team Erdgas.2012       |
|        | Emma Hinze           | Track Team Brandenburg |
|        | Miriam Welte         | 1. FC Kaiserslautern   |

#### Teamsprint
| Männer |                                                               |                        |          |
| #      | Name                                                          | Verein/Team            | Zeit (s) |
|        | Marc Jurczyk Maximilian Dörnbach Maximilian Levy Nik Schröter | Team Erdgas.2012       | 43,571 G |
|        | Timo Bichler Stefan Bötticher Robert Förstemann               | RG SAC / Pfalz / MVP   | 44,184 G |
|        | Elias Edbauer Eric Engler Anton Höhne                         | Track Team Brandenburg | 45,099   |

| Frauen |                                       |                       |          |
| #      | Name                                  | Verein/Team           | Zeit (s) |
|        | Miriam Welte Emma Hinze               | RG Pfalz Lausitz      | 32,553 G |
|        | Lea Sophie Friedrich Pauline Grabosch | Team Erdgas.2012      | 33,687 G |
|        | Vanessa Wolfram Emma Götz             | Sprint Team Thüringen | 37,411   |

#### Zeitfahren
| Männer (1000 Meter) |                     |                     |            |
| #                   | Name                | Verein/Team         | Zeit (min) |
|                     | Marc Jurczyk        | Team Erdgas.2012    | 1:00,743   |
|                     | Felix Groß          | Heizomat rad-net.de | 1:01,018   |
|                     | Maximilian Dörnbach | Team Erdgas.2012    | 1:01,309   |

| Frauen (500 Meter) |                      |                        |          |
| #                  | Name                 | Verein/Team            | Zeit (s) |
|                    | Emma Hinze           | Track Team Brandenburg | 33,743   |
|                    | Miriam Welte         | 1. FC Kaiserslautern   | 34,005   |
|                    | Lea Sophie Friedrich | Team Erdgas.2012       | 34,098   |

#### Einerverfolgung
| Männer (4000 m) |                |                     |            |
| #               | Name           | Verein/Team         | Zeit (min) |
|                 | Felix Groß     | Heizomat rad-net.de | 4:14,474 G |
|                 | Theo Reinhardt | Heizomat rad-net.de | 4:16,951 G |
|                 | Nils Schomber  | Heizomat rad-net.de | 4:18,438 B |

| Frauen (3000 m) |                  |                            |            |
| #               | Name             | Verein/Team                | Zeit (min) |
|                 | Franziska Brauße | WNT Rotor Pro Cycling Team | 3:28,786 G |
|                 | Lisa Klein       | Canyon SRAM Racing         | 3:29,157 G |
|                 | Mieke Kröger     | Team Virtu Cycling         | 3:29,094 B |

#### Mannschaftsverfolgung
| Männer |                                                                     |                        |            |
| #      | Name                                                                | Verein/Team            | Zeit (min) |
|        | Theo Reinhardt Felix Groß Leon Rohde Nils Schomber                  | Heizomat rad-net.de I  | 3:56,777 G |
|        | Maximilian Beyer Calvin Dik Jasper Frahm Domenic Weinstein          | Heizomat rad-net.de II | 3:59,038 G |
|        | Richard Banusch Henning Bommel Moritz Malcharek Sebastian Schmiedel | LKT Team Brandenburg   | 4:06,787 B |

| Frauen |                                                                               |              |            |
| #      | Name                                                                          | Verein/Team  | Zeit (min) |
|        | Charlotte Becker Franziska Brauße Tanja Erath Lea Lin Teutenberg              | Mix-Team     | 4:35,164 G |
|        | Katharina Hechler Lisa Fischer Paulina Maxima Klimsa Gudrun Stock             | Maxx-Solar   | 4:39,797 G |
|        | Dorothea Heitzmann Lena Charlotte Reißner Vanessa Wolfram Ricarda Bauernfeind | LV Thüringen | 4:41,871   |

#### Scratch
| Männer |                  |                         |
| #      | Name             | Verein/Team             |
|        | Maximilian Beyer | Heizomat rad-net.de     |
|        | Moritz Malcharek | LKT Team Brandenburg    |
|        | Achim Burkart    | RSV Edelweiß Oberhausen |

| Frauen |                        |                            |
| #      | Name                   | Verein/Team                |
|        | Michaela Ebert         | WV Zeeuws Vlaanderen       |
|        | Franziska Brauße       | WNT Rotor Pro Cycling Team |
|        | Lena Charlotte Reißner | SSV 1990 Gera              |

#### Punktefahren
| Männer |                         |                          |        |
| #      | Name                    | Verein/Team              | Punkte |
|        | Theo Reinhardt          | Heizomat rad-net.de      | 97     |
|        | Achim Burkart           | RSV Edelweiss Oberhausen | 96     |
|        | Martin Alexander Salmon | Development Team Sunweb  | 90     |

| Frauen |                  |                            |        |
| #      | Name             | Verein/Team                | Punkte |
|        | Gudrun Stock     | RC Die Schwalben           | 56     |
|        | Lisa Klein       | Canyon SRAM Racing         | 48     |
|        | Franziska Brauße | WNT Rotor Pro Cycling Team | 34     |

#### Omnium
| Männer (Scratch, Temporunden, Ausscheidungsfahren, Punktefahren) |                  |                         |        |
| #                                                                | Name             | Verein/Team             | Punkte |
|                                                                  | Maximilian Beyer | Heizomat rad-net.de     | 136    |
|                                                                  | Theo Reinhardt   | Heizomat rad-net.de     | 125    |
|                                                                  | Leon Heinschke   | Development Team Sunweb | 103    |

| Frauen (Scratch, Temporunden, Ausscheidungsfahren, Punktefahren) |                        |                       |        |
| #                                                                | Name                   | Verein/Team           | Punkte |
|                                                                  | Franziska Brauße       | WNT-ROTOR Pro Cycling | 149    |
|                                                                  | Lea Lin Teutenberg     | WNT-ROTOR Pro Cycling | 127    |
|                                                                  | Lena Charlotte Reißner | SSV Gera 1990         | 126    |

#### Zweier-Mannschaftsfahren (Madison)
| Männer |                                      |                                                    |        |
| #      | Name                                 | Verein/Team                                        | Punkte |
|        | Theo Reinhardt Maximilian Beyer      | Heizomat rad-net.de                                | 41     |
|        | Moritz Malcharek Sebastian Schmiedel | LKT Team Brandenburg                               | 39     |
|        | Moritz Augenstein Achim Burkart      | RSV Schwalbe Ellmendingen RSV Edelweiss Oberhausen | 27     |

| Frauen |                                       |                                     |        |
| #      | Name                                  | Verein/Team                         | Punkte |
|        | Lea Lin Teutenberg Franziska Brauße   | WNT Rotor Pro Cycling Team          | 17     |
|        | Michaela Ebert Lena Charlotte Reißner | WV Zeeuws Vlaanderen SSV 1990 Gera  | 16     |
|        | Katharina Hechler Ricarda Bauernfeind | RSV Edelweiß Oberhausen RSG Ansbach | 16     |

### Junioren und Juniorinnen

#### Sprint
| Junioren |               |                    |
| #        | Name          | Verein/Team        |
|          | Julien Jäger  | RSC Turbine Erfurt |
|          | Paul Schmidt  | Chemnitzer PSV     |
|          | Domenic Kruse | Schweriner SC      |

| Juniorinnen |                          |                    |
| #           | Name                     | Verein/Team        |
|             | Alessa-Catriona Pröpster | RSC Ludwigshafen   |
|             | Katharina Albers         | RV 1908 Dudenhofen |
|             | Christina Sperlich       | SV Sömmerda        |

#### Keirin
| Junioren |                 |                 |
| #        | Name            | Verein/Team     |
|          | Laurin Drescher | ESV Lok Zwickau |
|          | Christian Röbel | RSC Cottbus     |
|          | Dominik Grimm   | Schweriner SC   |

| Juniorinnen |                          |                    |
| #           | Name                     | Verein/Team        |
|             | Alessa-Catriona Pröpster | RSC Ludwigshafen   |
|             | Katharina Albers         | RV 1908 Dudenhofen |
|             | Sandra Hainzl            | SC Berlin          |

#### Teamsprint
| Junioren |                                              |                |          |
| #        | Name                                         | Verein/Team    | Zeit (s) |
|          | Willy Weinrich Julien Jäger Dennis Kühn      | LV Thüringen   | 46,713 G |
|          | Paul Groß Alexander Bahyrycz Christian Röbel | LV Brandenburg | 47,989 G |
|          | Paul Schmidt Laurin Drescher Moritz Kretschy | LV Sachsen     | 48,628 B |

| Juniorinnen |                                                           |                        |          |
| #           | Name                                                      | Verein/Team            | Zeit (s) |
|             | Sophie Deringer Alessa-Catriona Pröpster Katharina Albers | Renngem. Bahn-Team RLP | 35,583 G |
|             | Linda Paduch Christina Sperlich                           | LV Thüringen           | 36,365 G |
|             | Carolin Hartmann Clara Schneider                          | LV Brandenburg         | 37,843 B |

#### Zeitfahren
| Junioren (1000 Meter) |                     |                 |            |
| #                     | Name                | Verein/Team     | Zeit (min) |
|                       | Tobias Buck-Gramcko | Tuspo Weende    | 1:03,354   |
|                       | Paul Schmidt        | Chemnitzer PSV  | 1:04,047   |
|                       | Laurin Drescher     | ESV Lok Zwickau | 1:04,395   |

| Juniorinnen (500 Meter) |                          |                    |          |
| #                       | Name                     | Verein/Team        | Zeit (s) |
|                         | Alessa-Catriona Pröpster | RSC Ludwigshafen   | 35,225   |
|                         | Christina Sperlich       | SV Sömmerda        | 36,537   |
|                         | Katharina Albers         | RV 1908 Dudenhofen | 36,541   |

#### Einerverfolgung
| Junioren (3000 m) |                     |                        |            |
| #                 | Name                | Verein/Team            | Zeit (min) |
|                   | Tobias Buck-Gramcko | Tuspo Weende Göttingen | 3:18,871 G |
|                   | Nicolas Heinrich    | ESV Lok Zwickau        | 3:21,665 G |
|                   | Henri Uhlig         | RSC Kelheim            | 3:20,834 B |

| Juniorinnen (2000 m) |                  |                    |            |
| #                    | Name             | Verein/Team        | Zeit (min) |
|                      | Hanna Dopjans    | RSV Irschenberg    | 2:29,489 G |
|                      | Thalea Mäder     | RSC Turbine Erfurt | 2:31,505 G |
|                      | Friederike Stern | RV Elxleben        | 2:31,275 B |

#### Mannschaftsverfolgung
| Junioren (4000 m) |                                                                          |                |            |
| #                 | Name                                                                     | Verein/Team    | Zeit (min) |
|                   | Roman Duckert Franz Groß Hannes Wilksch Theo Zetzsche                    | LV Brandenburg | 4:09,595 G |
|                   | Paul Broch Axel Borgwald Yannik Niebergall Domenik Wolf                  | LV Thüringen   | 4:12,070 G |
|                   | Tobias Buck-Gramcko Nicolas Heinrich Pierre-Pascal Keup Constantin Lohse | LV Sac / NDS   |            |

| Juniorinnen (4000 m) |                                                             |                 |            |
| #                    | Name                                                        | Verein/Team     | Zeit (min) |
|                      | Paula Leonhardt Thalea Mäder Jasmin Müller Friederike Stern | LV Thüringen    | 4:46,821 G |
|                      | Hanna Dopjans Valentina Fuchs Paulina Peiker Lea Waldhoff   | LV Bayern / NRW | 4:53,053 G |
|                      | Judith Krahl Hannah Buch Johanna Gref Olivia Schoppe        | Mixed Team      |            |

#### Punktefahren
| Junioren (80 Runden = 20 km) |                  |                 |        |
| #                            | Name             | Verein/Team     | Punkte |
|                              | Hannes Wilksch   | RC Luckau       | 31     |
|                              | Theo Zetzsche    | RC Luckau       | 29     |
|                              | Nicolas Heinrich | ESV Lok Zwickau | 20     |

| Juniorinnen (60 Runden = 15 km) |                 |                 |        |
| #                               | Name            | Verein/Team     | Punkte |
|                                 | Paula Leonhardt | SC Berlin       | 15     |
|                                 | Hanna Dopjans   | RSV Irschenberg | 15     |
|                                 | Olivia Schoppe  | RSV AC Leipzig  | 10     |

#### Omnium
| Männer (Scratch, Temporunden, Ausscheidungsfahren, Punktefahren) |                     |                    |        |
| #                                                                | Name                | Verein/Team        | Punkte |
|                                                                  | Tim Torn Teutenberg | FC Lexxi Speedbike | 136    |
|                                                                  | Moritz Kretschy     | RSV 54 Venusberg   | 126    |
|                                                                  | Laurin Drescher     | ESV Lok Zwickau    | 118    |

| Frauen (Scratch, Temporunden, Ausscheidungsfahren, Punktefahren) |                |                         |        |
| #                                                                | Name           | Verein/Team             | Punkte |
|                                                                  | Lea Waldhoff   | RIG Vorderpfalz         | 125    |
|                                                                  | Olivia Schoppe | RSV AC Leipzig          | 117    |
|                                                                  | Lana Eberle    | RSV Edelweiß Oberhausen | 105    |

#### Zweier-Mannschaftsfahren (Madison)
| Junioren |                                  |                                     |        |
| #        | Name                             | Verein/Team                         | Punkte |
|          | Luca Dreßler Tim Torn Teutenberg | RC Die Schwalben FC Lexxi Speedbike | 34     |
|          | Roman Duckert Theo Zetzsche      | Frankfurter RC 90 RC Luckau         | 24     |
|          | Paul Groch Axel Borgwald         | SV Sömmerda RSC Turbine Erfurt      | 20     |

| Juniorinnen |                             |                                     |        |
| #           | Name                        | Verein/Team                         | Punkte |
|             | Hanna Dopjans Finja Smekal  | RSV Irschenberg Pulheimer SC        | 31     |
|             | Paulina Peiker Lea Waldhoff | RSV Irschenberg RIG Vorderpfalz     | 14     |
|             | Gina Haberecht Thalea Mäder | 1. SC Strausberg RSC Turbine Erfurt | 8      |

## Startlisten (Elite)

### Männer
- Moritz Augenstein
- Richard Banusch
- Maximilian Beyer
- Timo Bichler
- Stefan Bötticher
- Henning Bommel
- Nicolas Brandt
- Achim Burkart
- Calvin Dik
- Maximilian Dörnbach
- Julius Domnick
- Elias Edbauer
- Eric Engler
- Robert Förstemann
- Jasper Frahm
- Max Gehrmann
- Felix Groß
- Martin Gründer
- Luca Felix Happke
- Carl Hinze
- Anton Höhne
- Björn Holzapfel
- Robert Jägeler
- Marc Jurczyk
- Simon Kohne
- Julian Pascal Kühn
- Maximilian Levy
- Moritz Malcharek
- Hans Pirius
- Theo Reinhardt
- Elias Richter
- Leon Rohde
- Martin Alexander Salmon
- Sebastian Schmiedel
- Nils Schomber
- Nik Schröter
- Lars Teutenberg
- Kersten Thiele
- Oscar Uhlig
- Philip Weber
- Domenic Weinstein
- Nils Weispfennig
- Justin Wolf
- Tim Wollenberg

### Frauen
- Michelle Andres
- Ricarda Bauernfeind
- Charlotte Becker
- Svenja Betz
- Franziska Brauße
- Michaela Ebert
- Tanja Erath
- Lisa Fischer
- Lea Sophie Friedrich
- Emma Götz
- Pauline Grabosch
- Katharina Hechler
- Dorothea Heitzmann
- Emma Hinze
- Jenny Hofmann
- Laura Imperatori
- Lisa Klein
- Paulina Maxima Klimsa
- Sandra Klotz
- Mieke Kröger
- Lisa Küllmer
- Alina Lange
- Jo Ellen Look
- Léna Mettraux
- Tatjana Paller
- Maxie Rathmann
- Lena Charlotte Reißner
- Lotta Schoenemeyer
- Eleonora Schütz
- Aline Seitz
- Diana Steffenhagen
- Gudrun Stock
- Laura Süßemilch
- Lea Lin Teutenberg
- Lydia Ventker
- Andrea Waldis
- Miriam Welte
- Vanessa Wolfram